# Iredell County
Iredell County ist ein County im Bundesstaat North Carolina der Vereinigten Staaten. Der Verwaltungssitz (County Seat) ist Statesville.

## Geographie
Das County liegt im mittleren Westen von North Carolina und hat eine Fläche von 1546 Quadratkilometern, wovon 56 Quadratkilometer Wasserfläche sind. Es grenzt im Uhrzeigersinn an folgende Countys: Yadkin County, Davie County, Rowan County, Cabarrus County, Mecklenburg County, Lincoln County, Catawba County, Alexander County und Wilkes County.
Iredell County ist in 16 Townships aufgeteilt: Barringer, Bethany, Chambersburg, Concord, Coddle Creek, Cool Springs, Davidson, Eagle Mills, Fallstown, New Hope, Olin, Sharpesburg, Shiloh, Statesville, Turnersburg und Union Grove.

## Geschichte
Iredell County wurde am 3. November 1788 aus Teilen des Rowan County gebildet. Benannt wurde es nach James Iredell, dem Generalstaatsanwalt von North Carolina während des Amerikanischen Unabhängigkeitskrieges.
47 Bauwerke und Stätten des Countys sind insgesamt im National Register of Historic Places eingetragen (Stand 3. März 2018).

## Demografische Daten
Nach der Volkszählung im Jahr 2000 lebten im Iredell County 122.660 Menschen in 47.360 Haushalten und 34.667 Familien. Die Bevölkerungsdichte betrug 82 Einwohner pro Quadratkilometer. Ethnisch betrachtet setzte sich die Bevölkerung zusammen aus 82,17 Prozent Weißen, 13,67 Prozent Afroamerikanern, 0,27 Prozent amerikanischen Ureinwohnern, 1,27 Prozent Asiaten, 0,02 Prozent Bewohnern aus dem pazifischen Inselraum und 1,68 Prozent aus anderen ethnischen Gruppen; 0,94 Prozent stammten von zwei oder mehr Ethnien ab. 3,41 Prozent der Bevölkerung waren spanischer oder lateinamerikanischer Abstammung.
Von den 47.360 Haushalten hatten 33,5 Prozent Kinder unter 18 Jahren, die bei ihnen lebten. 57,8 Prozent davon waren verheiratete, zusammenlebende Paare, 11,3 Prozent waren allein erziehende Mütter und 26,8 Prozent waren keine Familien. 22,7 Prozent waren Singlehaushalte und in 8,4 Prozent lebten Menschen mit 65 Jahren oder älter. Die Durchschnittshaushaltsgröße betrug 2,56 und die durchschnittliche Familiengröße war 3,00 Personen.
25,5 Prozent der Bevölkerung waren unter 18 Jahre alt. 7,5 Prozent zwischen 18 und 24 Jahre, 31,3 Prozent zwischen 25 und 44 Jahre, 23,3 Prozent zwischen 45 und 64, und 12,4 Prozent waren 65 Jahre alt oder Älter. Das Durchschnittsalter betrug 36 Jahre. Auf alle weibliche Personen kamen 96,1 männliche Personen. Auf alle Frauen im Alter von 18 Jahren oder darüber kamen 93,1 Männer.
Das jährliche Durchschnittseinkommen eines Haushalts betrug 41.920 $ und das jährliche Durchschnittseinkommen einer Familie betrug 49.078 $. Männer hatten ein durchschnittliches Einkommen von 34.590 $ gegenüber den Frauen mit 24.031 $. Das Prokopfeinkommen betrug 21.148 $. 8,2 Prozent der Bevölkerung und 6,2 Prozent der Familien lebten unterhalb der Armutsgrenze. 10,1 Prozent von ihnen sind Kinder und Jugendliche unter 18 Jahre und 9,8 Prozent sind 65 Jahre oder älter.